# Jean Giraud (matemático)
Jean Giraud  (1936 — 28 de março de 2007) foi um matemático francês.

## Obras
- Méthode de la descente, Mémoires de la Société Mathématique de France, 1964
- Cohomologie non abélienne, Springer 1971
- com Grothendieck, Steven Kleiman, Michel Raynaud: Dix exposés sur la cohomologie des schémas, North Holland, Masson 1968